# Cerro Chovoreca
El Cerro Chovoreca es un montículo, elevación, o colina situado en el Chaco Boreal; en el lugar donde se encuentra el hito VIII de los límites entre Bolivia y Paraguay. Este mismo fue motivo de conflictos limítrofes entre los dos países durante la posguerra del Chaco, ya que dio lugar a varios reclamos por parte del gobierno boliviano.